# Усюе
Усюе (кит. спр. 武穴市, піньїнь: Wŭxué Shì) — місто-повіт у центральнокитайській провінції Хубей, складова міста Хуанган.

## Географія
Усюе розташовується на сході провінції, лежить на північному березі Янцзи.

### Клімат
Місто знаходиться у зоні, котра характеризується вологим субтропічним кліматом. Найтепліший місяць — липень із середньою температурою 29.4 °C (84.9 °F). Найхолодніший місяць — січень, із середньою температурою 4.6 °С (40.3 °F).
| Клімат Усюе             | Клімат Усюе | Клімат Усюе | Клімат Усюе | Клімат Усюе | Клімат Усюе | Клімат Усюе | Клімат Усюе | Клімат Усюе | Клімат Усюе | Клімат Усюе | Клімат Усюе | Клімат Усюе | Клімат Усюе |
| Показник                | Січ.        | Лют.        | Бер.        | Квіт.       | Трав.       | Черв.       | Лип.        | Серп.       | Вер.        | Жовт.       | Лист.       | Груд.       | Рік         |
| Середня температура, °C | 4,6         | 5,9         | 10,5        | 16,8        | 22          | 25,6        | 29,4        | 29,1        | 24,2        | 18,7        | 12,5        | 6,7         | 17,2        |
| Норма опадів, мм        | 48.9        | 81.2        | 129         | 182.2       | 207.5       | 250.4       | 162.5       | 149         | 98.9        | 82.8        | 68.6        | 42.2        | 1503.2      |
| Днів з опадами          | 10,6        | 12,1        | 15,9        | 16,2        | 15,3        | 13,1        | 10,1        | 9,4         | 9,1         | 10,2        | 10,3        | 9,4         | 141,7       |
| Вологість повітря, %    | 74.6        | 76.9        | 79.1        | 79.9        | 78.6        | 79.9        | 77.4        | 76.6        | 77.2        | 75.7        | 74.8        | 72.3        | 76.9        |
| ----------------------- | ----------- | ----------- | ----------- | ----------- | ----------- | ----------- | ----------- | ----------- | ----------- | ----------- | ----------- | ----------- | ----------- |
| Джерело: Weatherbase    |             |             |             |             |             |             |             |             |             |             |             |             |             |